# Enrico De Nicola
Enrico Roberto De Nicola, född 9 november 1877 i Neapel, död 1 oktober 1959 i Torre del Greco, var republiken Italiens provisoriska statsöverhuvud från 1946 till 1947 och dess förste president under 1948. Förutom politiker var han även jurist och journalist.
De Nicola föddes i Neapel och utbildade sig till advokat vid Neapels universitet innan han blev invald i italienska underhuset 1909. Mellan 1920 och 1926 var han det italienska underhusets talman. Av kung Victor Emmanuel III tillsatt som senator 1926.
När Italien blev republik efter andra världskriget valdes han till provisoriskt statsöverhuvud. Från och med 1 januari 1948, då den nya grundlagen blev gällande, var De Nicola republiken Italiens förste president. Han innehade ämbetet fram till det första presidentvalet i maj 1948, då Luigi Einaudi valdes till hans efterträdare.
Han blev senare senator på livstid, och var senatens talman under 14 månader 1951–1952. Enrico De Nicola avled i Torre del Greco, i närheten av Neapel, i oktober 1959.